# Batalla de Los Arrastraderos
La Batalla de Los Arrastraderos (o los Arrastres) fue una acción militar de la Guerra de Independencia de México, efectuada el 28 de junio de 1817, en un punto conocido como Los Arrastraderos en la actual localidad de San Juan de los Llanos, Guanajuato. Los insurgentes comandados por el general Francisco Xavier Mina derrotaron a las fuerzas realistas comandadas por el coronel Cristóbal Ordóñez, mismo que murió en el campo de batalla.